# Glenn Hammond Curtiss
Glenn Hammond Curtiss (Hammondsport, 21 de maio de 1878 - Buffalo, 23 de julho de 1930) foi um pioneiro da aviação e fundador da Curtiss Aeroplane and Motor Company.

## Biografia

### Nascimento, casamento e família
Glenn Curtiss nasceu na vila de Hammondsport, no condado de Steuben, no estado de Nova Iorque, em 1878, filho de Frank Richmond Curtiss e Lua Andrews. Embora tenha frequentado a escola por poucos anos, cedo se interessou por mecânica e por inventos. O seu primeiro emprego foi na empresa Eastman Dry Plate and Film Company (mais tarde designada por Eastman Kodak Company), em Rochester. Em 7 de Março de 1898, Curtiss casa-se com Lena Pearl Neff, em Logansport, Indiana, e com ela teve dois filhos: Carlton N. Curtiss (1901-1902), e Glenn Hammond Curtis (1912-1969).

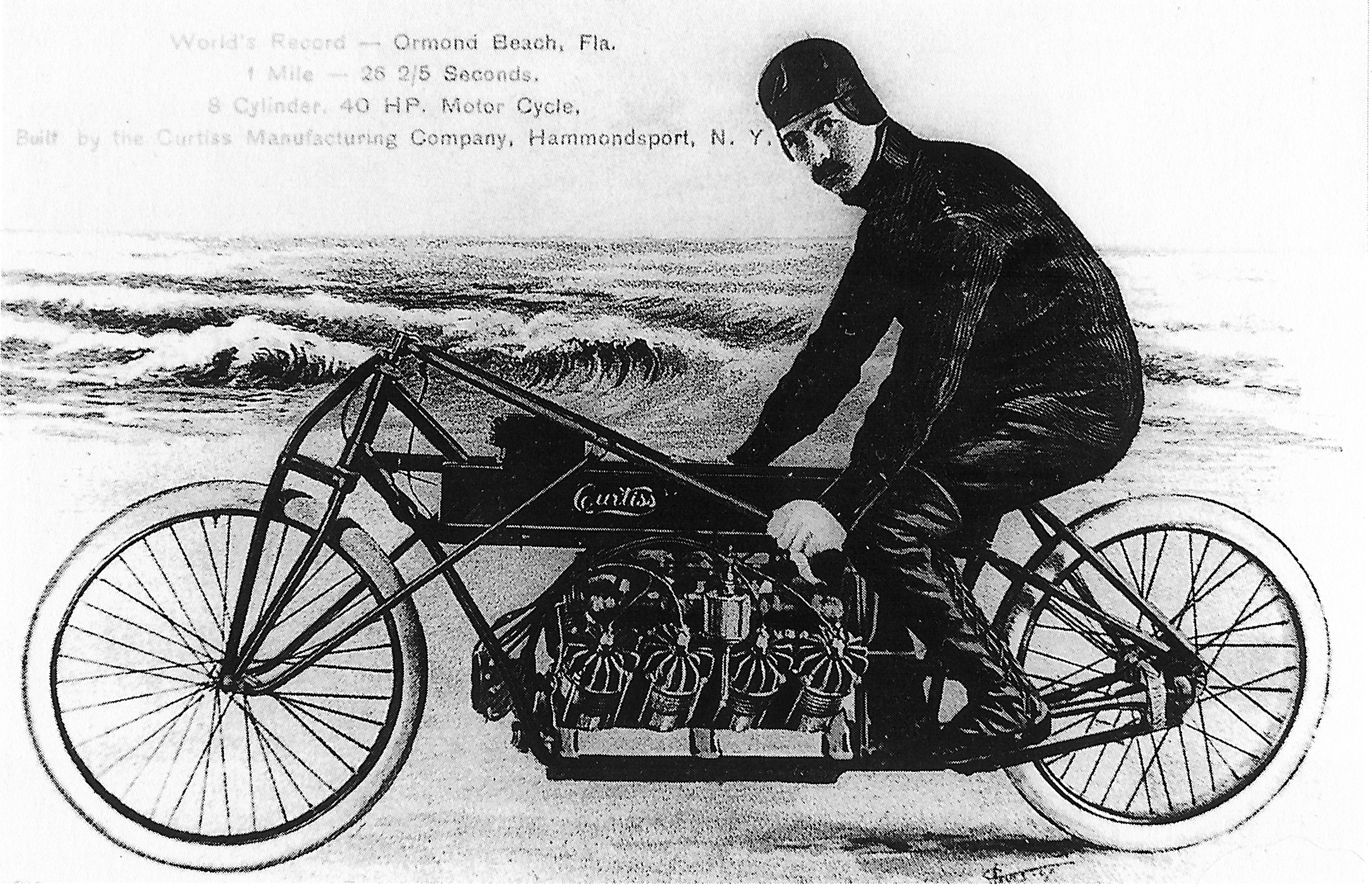
Glenn Curtiss em sua motocicleta com motor V8 em 1907.

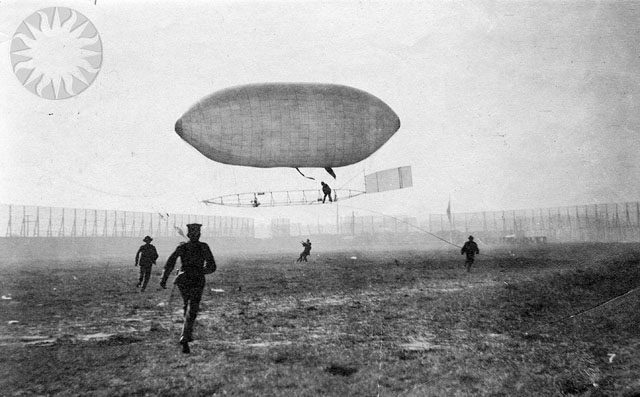
O dirigível California Arrow com motor Curtiss em 1904.

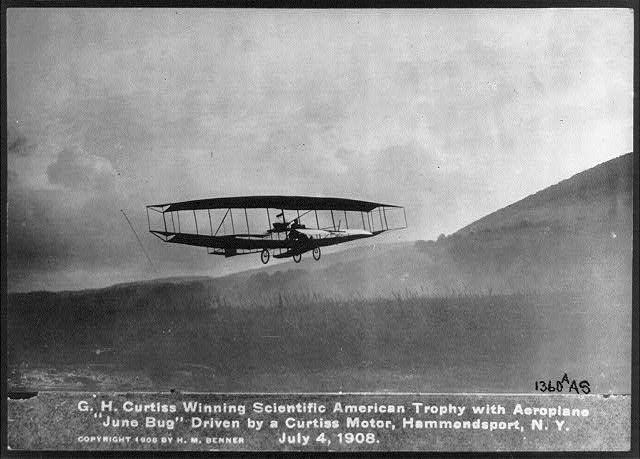
O Curtiss June Bug, de 1908.

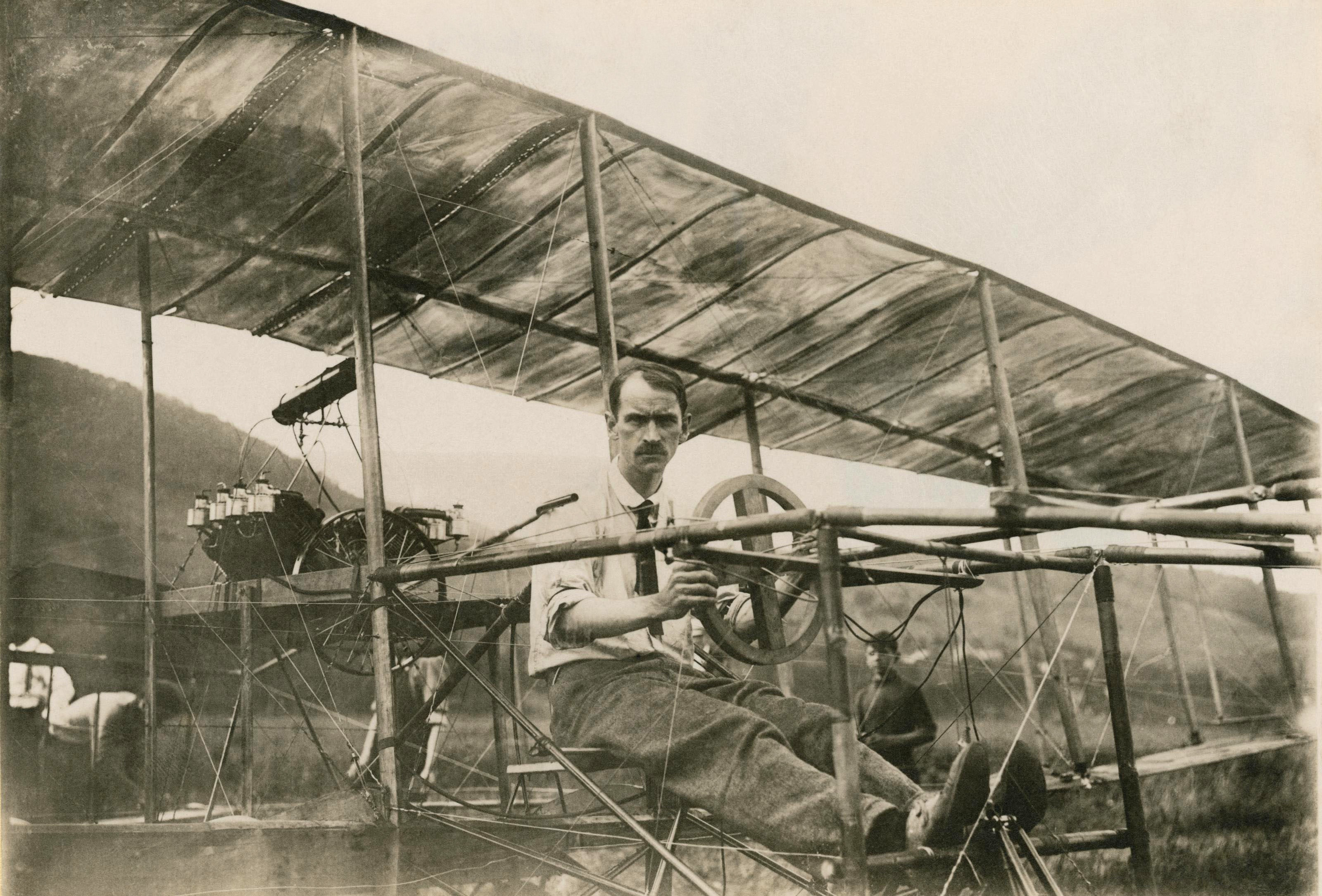
Glenn Curtiss no seu biplano em julho de 1908.

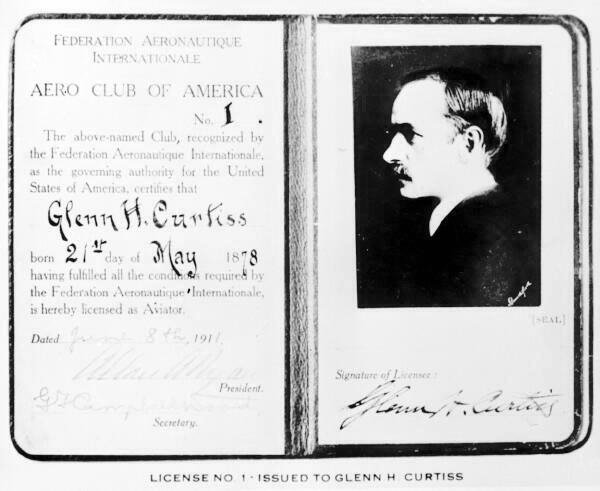
O brevê Nº 1 de Glenn Curtiss.

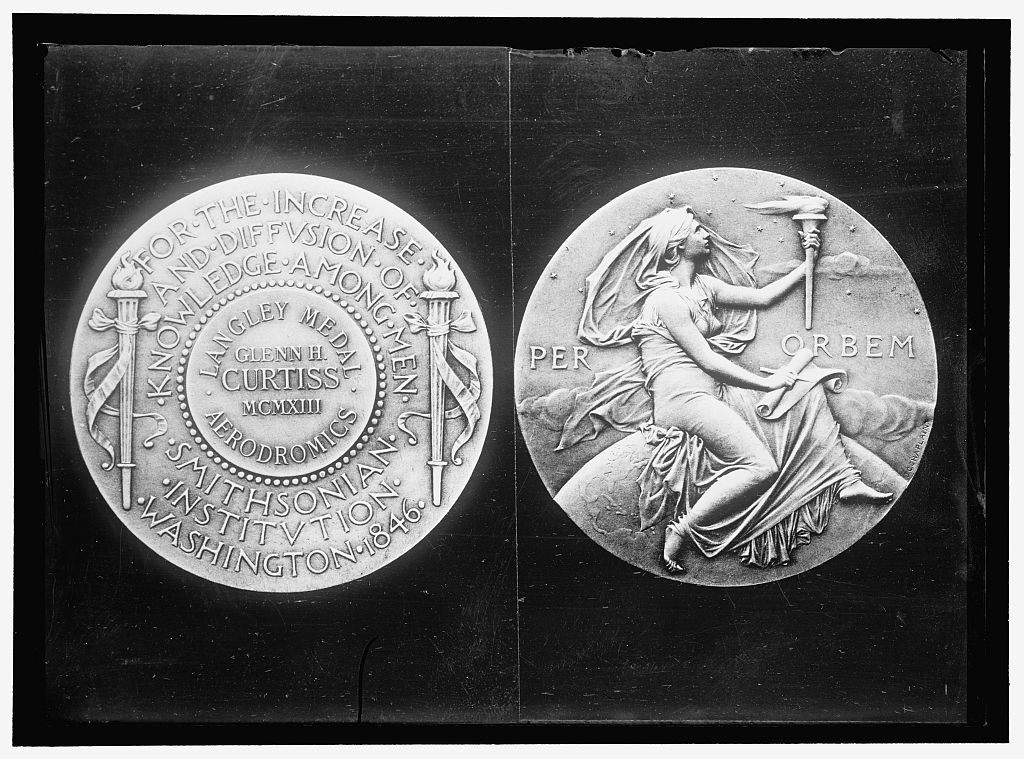
A medalha Langley recebida por Curtiss em 1913.

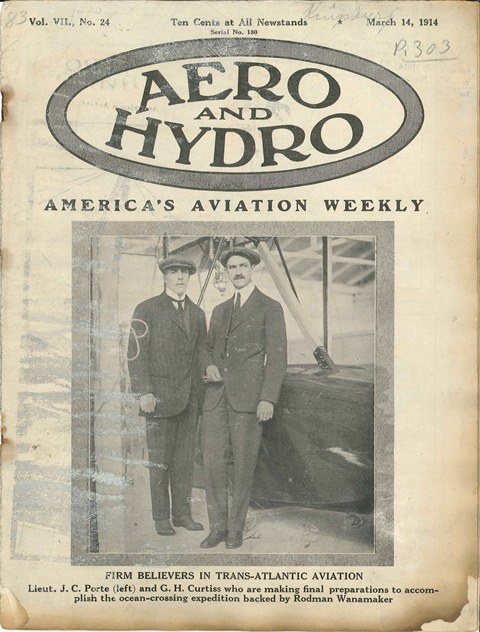
Porte e Curtiss na capa da revista Aero and Hydro, em 14 de março de 1914.

### Início de carreira, bicicletas e motos
Curtiss inicia a sua carreira como ciclista mensageiro para a Western Union. Mais tarde foi dono de uma loja de bicicletas, quando começou a se interessar pelo ciclismo. Em 1901, começou a desenvolver interesse por motocicletas, e em 1902, começou a fabricá-las com motores monocilíndricos de seu próprio desenho. Em 1903 e 1907, iniciou os registro das maiores velocidades terrestre de motocicleta, que a partir de 1920 seriam administradas pela Federação Internacional de Motociclismo e conhecidos com a denominação de Motorcycle land-speed record.
Em 1903, ele estabeleceu um recorde de velocidade para motos, com 103 km/h para a milha (1,6 km). Em 1904, venceu uma corrida de resistência entre Nova Iorque e Cambridge.
Em 1907, ele estabeleceu um recorde, não oficial de 219,31 km/h, com uma moto de motor V8 de seu próprio desenho e construção, com 40 hp e 4 410 cc em Ormond Beach, Flórida, esse motor, refrigerado à ar, já tinha a intenção de ser usado no futuro em aviões. Ele continuou ostentando o título de "homem mais rápido do mundo" atribuído a ele pela imprensa, até 1911, e seu recorde em motocicleta não foi batido até 1930. O sucesso de Curtiss nas corridas aumentou e fortaleceu sua reputação como construtor de motos e motores de alta performance,

### Curtiss, o especialista em motores
Já em 1904, Curtiss tornou-se fornecedor de motores para o "aeronauta" do Missouri, Tom Baldwin. Naquele mesmo ano, o California Arrow de Baldwin equipado com um motor Curtiss de dois cilindros em V e 9 hp, tornou-se o primeiro dirigível bem sucedido dos Estados Unidos.
Em 1907, Alexander Graham Bell convidou Curtiss para desenvolver um motor específico para experimentos com aeronaves mais pesadas que o ar. Bell considerava Curtiss como "o maior especialista em motores do país", e o convidou para se juntar à Aerial Experiment Association (AEA).
Entre 1908 e 1910, a AEA produziu cinco modelos de aviões, cada uma uma evolução do anterior, sendo o terceiro deles, o Aerodrome #3 ou June Bug, um projeto de Curtiss, que assumiu também a posição de piloto de testes desse modelo. Em 4 de julho de 1908, ele voou por 1 550 m ganhando o troféu Scientific American e seus 2 500 dólares de prêmio. Este voo, ao contrário do voo dos Irmãos Wright, que se iniciou com a ajuda de uma catapulta, descolou pelos seus próprios meios. A construção desta aeronave, e de outras que se seguiram, envolveu Curtiss em processos judiciais com os Wright, relativos a patentes; depois de alguns anos de processo, Curtiss perderia em 1913.
No auge dos experimentos da AEA, Curtiss se ofereceu para comprar os direitos sobre o Aerodrome #3, que foi usado como base para o Curtiss No. 1, o primeiro dos seus aviões em configuração por impulsão a ser produzido.

### Anos de competição
Entre 1909 e 1910, enquanto esteve envolvido em processos judiciais, Curtiss contratou alguns pilotos de demonstração, incluindo: Eugene Ely, Charles K. Hamilton e Hugh Robinson. Competições e demonstrações aéreas por toda a América do Norte ajudaram a apresentar a aviação para um público cheio de curiosidade; Curtiss aproveitava esses eventos para promover seus produtos.
Em 1909, Curtiss participou do encontro aéreo de Bréscia na Itália, e em agosto do mesmo ano, também participou da Grande Semaine d'Aviation em Reims, França, organizada pelo Aéro-Club de France. Os irmãos Wright, que estavam vendendo seus aviões na Alemanha naquela época, decidiram não competir diretamente. Havia dois aviões Wright (modificados com trem de pouso) no evento, mas não conseguiram ganhar nenhuma das competições. Voando seu biplano No. 2, Curtiss venceu a competição geral de velocidade, a Copa Gordon Bennett, completando o circuito de 20 km em menos de 16 minutos a velocidade de 74,8 km/h, seis segundos mais rápido que Louis Blériot.
Em 29 de maio de 1910, Curtiss efetuou o primeiro voo de longa distância entre duas das maiores cidades dos Estados Unidos: Albany e Nova Iorque, ao longo do Rio Hudson, passando pela Estátua da Liberdade. Por esse voo de 220 km, Curtiss recebeu o prêmio de 10 000 USD oferecido por Joseph Pulitzer, e recebeu também a posse definitiva do troféu Scientific American.
Em junho de 1910, Curtiss fez uma demonstração de bombardeio simulado para oficiais da marinha em Hammondsport. Dois meses depois, o tenente Jacob E. Fickel demonstrou a viabilidade de atirar em alvos no solo a partir de um avião, tendo Curtiss como piloto. No mês seguinte, em setembro, ele treinou Blanche Stuart Scott, que possivelmente foi a primeira mulher americana habilitada como piloto. O personagem de ficção Tom Swift, que apareceu pela primeira vez em 1910, é tido como ter sido inspirado em Glenn Curtiss. As aventuras do personagem se passam numa pequena cidade perto de um lago ao Norte do estado de Nova Iorque.
Por suas realizações na aviação Curtiss recebe o brevê de piloto Nº 2 com data retroativa de 7 de janeiro de 1909 do Aéro-Club de France; em 1911, recebe a licença de piloto Nº 1 do Aero Club of America (os irmãos Wright receberam as de Nº 4 e 5, respectivamente).

### Aviação naval
Entre 1910 e 1914, Curtiss fez várias incursões na aviação naval, criando inclusive alguns hidroaviões.
Essa etapa teve início em 14 de novembro de 1910, com o piloto Eugene Ely decolando de uma plataforma temporária montada no convés do USS Birmingham, demonstrando pela primeira vez a viabilidade do conceito dos porta-aviões, e marcando o início de um longo e significativo relacionamento entre Curtiss e a Marinha.
No final de 1910, Curtiss criou um acampamento em San Diego para ensinar pessoal do Exército e da Marinha a pilotar. Foi lá que ele treinou o tenente Theodore Ellyson, que se tornou o primeiro aviador da Marinha Norte americana, e os oficiais do Exército: Paul W. Beck, George E. M. Kelly, e John C. Walker, Jr., na primeira escola militar de aviação. Um outro aluno de destaque formado por essa escola em 1912 foi Chikuhei Nakajima, fundador da Nakajima Aircraft Company. O local original da escola, faz parte hoje em dia da Base Aeronaval de North Island, e é conhecido como "O berço da aviação naval".
Durante o inverno de 1910-1911, Curtiss desenvolveu um flutuador, que permitiria a decolagem e o pouso na água. Em 26 de janeiro de 1911, ele decolou a partir da água com um hidroavião pela primeira vez nos Estados Unidos. Várias outras demonstrações dessa tecnologia ocorreram, porém a realização mais significativa foi o pouso do mesmo avião Curtiss com o mesmo piloto Eugene Ely numa plataforma montada desta vez sobre o convés do USS Pennsylvania, ratificando mais uma vez a viabilidade do conceito de porta-aviões. Em 28 de janeiro de 1911, Ellyson decolou com seu hidroavião para se tornar o primeiro piloto naval.
Depois de adaptar rodas retráteis aos flutuadores do seu hidroavião, Curtiss efetuou mais demonstrações em fevereiro e julho de 1911 com seu avião anfíbio, o  A-1 Triad, que foi logo reconhecido como muito útil, e adquirido pelas marinhas dos Estados Unidos, Rússia, Japão, Alemanha e Reino Unido. Curtiss ganhou o Troféu Collier de 1911 pelo projeto desse avião.
Nessa época, Curtiss conheceu e se associou a John Cyril Porte para produzir um avião capaz de vencer o prêmio oferecido pelo Daily Mail para o primeiro voo transatlântico. Em 1912, Curtiss produziu o Flying Fish um grande avião de dois lugares, e baseado nele, Porte e Curtiss produziram o America em 1914, um hidroavião ainda maior com a intenção de efetuar o voo transatlântico.

## A Primeira Guerra Mundial

### Durante a Guerra
Com o início da Primeira Guerra Mundial, Porte retornou ao serviço na Marinha Real que logo depois comprou vários modelos do America, agora chamados de H-4, por Curtiss. Porte licenciou e desenvolveu o projeto na Felixstowe, construindo um conjunto de hidroaviões de patrulha de longo alcance, com melhorias nos cascos. Os projetos britânicos mais recentes foram vendidos para as forças Norte americanas ou fabricados por Curtiss como o Felixstowe F5L. A fábrica Curtiss também produziu um total de 68 "Large Americas" que evoluíram para o Curtiss Model H-12, o único modelo projetado e construído nos Estados Unidos que entrou em combate na Primeira Guerra.
Com 1916 se aproximando, ficou claro que os Estados Unidos seriam envolvidos no conflito. A Seção de Aviação do Signal Corps do Exército encomendou o desenvolvimento de um treinador de dois lugares, simples de construir, de voar e de manter. Para esse fim, Curtiss criou o JN-4 para o Exército e o N-9 para a Marinha. O JN-4, ou "Jenny" é um dos mais famosos produtos da Curtiss, e milhares foram vendidos aos militares dos Estados Unidos, Canadá e Reino Unido. A demanda por aviões civis e militares explodiu, e a companhia cresceu a ponto de empregar 18 000 trabalhadores em Buffalo e 3 000 em Hammondsport.
Em 1917, a Marinha contratou Curtiss para projetar um hidroavião quadrimotor de longo alcance, grande o suficiente para transportar uma tripulação de cinco homens, que veio a ser conhecido como Curtiss NC-4.

### Disputa de patentes
Uma disputa legal de patentes entre os irmãos Wright e Glenn Curtiss iniciada em 1909, continuou até a sua solução durante a Guerra. Como o último modelo dos Wright, o Wright Model L, era apenas um protótipo de um avião de reconhecimento feito em 1916, o governo dos Estados Unidos, desesperado devido a indisponibilidade de aviões militares, pressionou as duas empresas para resolver a disputa. Em 1917, o governo ofereceu uma grande e lucrativo contrato para que Curtiss construísse aviões para o Exército.

### Pós Guerra
O fim da Guerra, implicou no cancelamento de vários contratos. Em setembro de 1920, a Curtiss Aeroplane and Motor Company sofreu uma reorganização financeira. Glenn Curtiss vendeu sua participação na companhia por 32 milhões de dólares e se retirou para a Flórida. Ele continuou como diretor da companhia, mas servia apenas como consultor em projetos. Clement M. Keys assumiu o controle da companhia, que mais tarde se tornou o núcleo de um grande grupo de companhias de aeronáuticas.

## Últimos anos
Curtiss e sua família se mudaram para a Flórida na década de 1920, onde ele fundou mais 18 empresas, participou em comissões cívicas, fez grandes doações de direitos de terras e água. Participou no desenvolvimento das cidades de Hialeah, Opa-locka e Miami Springs, onde ele construiu uma grande mansão em 1925, que ficou conhecida como Glenn Curtiss House, e hoje em dia está sendo reformada para servir como um museu em sua homenagem.
As suas frequentes expedições de caça aos Everglades levaram a uma última invenção, o "Adams Motor Bungalo", um precursor das modernas motocasas (batizado em homenagem a seu parceiro e meio-irmão, G. Carl Adams). Pouco antes da sua morte, ele projetou um avião sem cauda com asa em forma de "V" e um trem de pouso em triciclo, que ele esperava poder ser vendido ao preço de um carro de família.
A Wright Aeronautical Corporation, sucessora da Wright Company original, fundiu-se com a Curtiss Aeroplane and Motor Company em 5 de julho de 1929, formando a Curtiss-Wright, pouco antes da morte de Curtiss.

## Morte

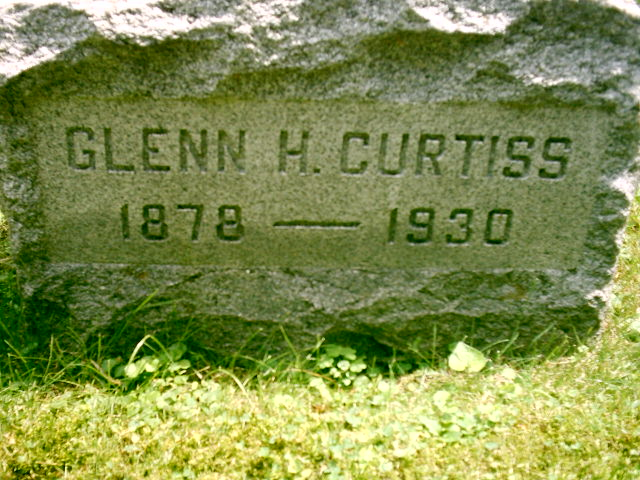
A lápide de Glenn Curtiss.

Tendo viajando para Rochester, para contestar uma ação movida por um antigo parceiro de negócios, August Herring, Curtiss sofreu um ataque de apendicite no tribunal. Ele morreu em 23 de julho de 1930 em Buffalo, Nova Iorque, devido à complicações na apendicectomia. O seu funeral ocorreu na Igreja Episcopal St. James na sua cidade natal, Hammondsport, Nova Iorque, sendo enterrado no jazigo da família no cemitério de Pleasant Valley em Hammondsport.

## Legado
Curtiss foi incluído no National Aviation Hall of Fame em 1964, no Motorsports Hall of Fame of America em 1990, no Motorcycle Hall of Fame in 1998, e no National Inventors Hall of Fame em 2003. O National Air and Space Museum possui uma coleção de documentos originais, assim como uma colação de aviões, motocicletas e motores. O Aeroporto LaGuardia foi originalmente chamado Glenn H. Curtiss Airport quando iniciou as operações em 1929.
O Glenn H. Curtiss Museum em Hammondsport, Nova Iorque é dedicado à vida e ao trabalho de Curtiss.